# Radutina
Radutina (en rus: Радутина) és un poble de l'óblast de Kursk, a Rússia, segons el cens del 2010 tenia 55 habitants.